# Ormtjärnen (Arjeplogs socken, Lappland)
Ormtjärnen är en sjö i Arjeplogs kommun i Lappland och ingår i Skellefteälvens huvudavrinningsområde.